# Bitwa nad rzeką Aisne
Bitwa nad rzeką Aisne – bitwa stoczona w 57 p.n.e. nad rzeką Aksoną (obecnie Aisne) w Galii na terytorium plemienia Remów, między armią rzymską dowodzoną przez prokonsula Gajusza Juliusza Cezara a armią sprzymierzonych plemion belgijskich.

## Przyczyny
W 58 p.n.e. armia rzymska po przeprowadzonej skutecznie kampanii przeciwko germańskim Swebom została rozlokowana na leżach zimowych w kraju Sekwanów, w okolicach dzisiejszego Besançon. Na okres zimy Cezar udał się do Galii Bliższej zdając dowództwo swemu najbliższemu współpracownikowi, legatowi Tytusowi Labienusowi. Tam w okresie zimowym przeprowadził zaciągi pozwalające uformować dwa nowe legiony. Pod dowództwem swego siostrzeńca Kwintusa Pediusza, którego mianował legatem, z końcem marca 57 p.n.e. dwa nowo zaciągnięte legiony wymaszerowały do Galii Transalpejskiej. 
Podczas kiedy Cezar wykonywał swe obowiązki prokonsula w Galii Bliższej, jego legat Tytus Labienus dowodzący wojskami rzymskimi pozostawionymi w Galii Zaalpejskiej donosił mu, że plemiona Belgów zaniepokojone bliskością obozów zimowych legionów zaczynają spiskować przeciwko Rzymianom. Belgowie obawiając się, że Rzymianie zechcą podporządkować ich sobie, zjednoczyli swe siły i zawiązali przeciwko nim konfederację (według Cezara ok. 300 tys. wojowników z plemion Bellowaków, Nerwiów, Suessjonów, Atrebatów, Ambianów, Morynów, Menapiów, Kaletów, Weliokassowów, Wiromanduów, Atuatuków i Eburonów). Na jej czele stanął wódz Suessjonów Galba, lecz faktycznie dowodził Dywicjak (nie miał on nic wspólnego z Dywicjakiem z plemienia Eduów). 
Kiedy Cezar osobiście stawił się w kwaterze głównej i stwierdził, że gromadzenie zapasów żywności zostało ukończone, armia rzymska (ok. 50 tys. żołnierzy) ruszyła w kierunku granicy belgijskiej. Wezwany do kwatery Cezara Dywicjakus z plemienia Eduów otrzymał zadanie przygotowania dywersji na tyłach Belgów, poprzez najechanie ziem jednego ze sprzymierzonych plemion, mianowicie Bellowaków i odciągnięcia ich wojowników z głównego frontu działań (Bellowakowie mieli ok. 60 tys. wojowników).
Na początku kampanii belgijskie plemię Remów na wieść o tym, że Rzymianie stanęli nad brzegami rzeki Marny wysłało na rozmowy z Cezarem swego przywódcę Ikcjusza. Ten oznajmił, że całe plemię Remów poddaje się pod opiekę rzymską bez żadnych warunków wstępnych. Pozostałe plemiona Belgów na wieść o odstępstwie Remów postanowiły najechać ich kraj i spustoszyć go, aby Rzymianie nie mogli znaleźć w nim żadnych zapasów. W ciągu kilku dni wojownicy belgijscy podeszli do stolicy Remów, Bibraksu (prawdopodobnie dziś. Beaurieux lub Vieux-Laon) i rozpoczęli oblężenie. Ikcjusz wysłał do Cezara wiadomość o oblężeniu oraz prośbę o przysłanie posiłków. Prokonsul nie mógł zlekceważyć tej prośby, dlatego wysłał na pomoc Remom oddziały pomocnicze tj. Numidyjczyków, łuczników kreteńskich i procarzy balearskich, najbardziej przydatnych na murach miejskich przy odpieraniu szturmów. Jednocześnie przyśpieszył marsz legionów w kierunku przeciwnika i po sforsowaniu rzeki Aisne (zbudowano most i umocniono go przyczółkiem) i dokładnym rozejrzeniu się po okolicy nakazał budowę obozu w okolicy dzisiejszego La Fere. Belgowie po stwierdzeniu, że posiłki rzymskie wzmocniły obrońców Bibraksu, zaprzestali szturmów na miasto i skierowali się wprost na obóz Rzymian. Spóźnili się, bowiem prace przy umacnianiu fortyfikacji obozu zostały zakończone przez legionistów. Belgowie stanęli więc obozem na rozległej równinie na wprost obozu rzymskiego. 

## Przygotowania do bitwy
Cezar postanowił unikać bitwy ze względu na liczebność armii przeciwnika, jak i ze względu na famę o waleczności Belgów. Jednak codziennie wysyłał swych konnych, by staczali potyczki z nimi i zaprawiali się do walki. Przekonał się, że jeźdźcy belgijscy górują nad jego konnicą. Po dokładnym rozpatrzeniu się po okolicy Cezar postanowił, że może zaryzykować stoczenie bitwy. Przestrzeń rozciągająca się przed rzymskim obozem była bowiem z natury dogodna i odpowiednia do ustawienia szyku bojowego legionów, ponieważ wznoszące się nieco ponad równiną wzgórze, na którym został rozmieszczony rzymski obóz, było od frontu otwarte na taką szerokość, jaką zajęłyby ustawione do boju sześć legionów, z którymi Cezar zamierzał stanąć do walki przeciwko Belgom. Wzgórze miało dodatkowo z obu stron spadziste zbocza, natomiast od przodu przechodziło łagodnym skłonem w równinę, co ułatwiało rozwinięcie szyku bitewnego i stoczenie bitwy obronnej poprzez sprowokowanie przeciwnika do ataku na przygotowane do obrony pozycje legionistów.
Cezar wykorzystując sprzyjające warunki terenowe kazał z obu stron wzgórza wykopać poprzecznie biegnący rów o długości około 400 kroków (600 m), a u wylotów tego rowu, po obu stronach umieścił warownie i ustawił w nich machiny miotające. Warownie te miały uniemożliwić przeciwnikowi górującemu znacznie liczbą wojowników nad armią rzymską zajście od flanki i zaatakowanie z boku walczących legionistów. Po dokonaniu tych przygotowań i pozostawieniu dwóch świeżo zaciągniętych legionów (XIII i XIV) na straży obozu, Cezar wyprowadził do bitwy pozostałe sześć legionów i ustawił w szyku bojowym. Naprzeciw ustawili się Belgowie. 

## Przebieg bitwy
Między ustawionymi do bitwy wojskami znajdowało się bagnisko. Belgowie wiedząc o nim wyczekiwali aż Rzymianie zaczną forsować to bagno, by ich wtedy zaatakować. Legioniści również wyczekiwali na chwilę, gdy Galowie rozpoczną atak i zaczną forsować bagno. Siły główne obu walczących stron zatem czekały na ruch przeciwnika, a tymczasem między obu liniami bojowymi dochodziło do utarczek jazdy. Gdy okazało się, że żadna ze stron nie zamierza przekraczać rzeki jako pierwsza, Cezar wydał rozkaz wycofania legionów do obozu. Galowie natomiast, widząc że Rzymianie nie dadzą się wciągnąć do walki w niesprzyjającym terenie ruszyli wprost ku rzece Aksonie, która płynęła na tyłach rzymskiego obozu. Wyszukawszy bród postanowili przeprawić na drugą stronę rzeki część swych sił z zamiarem opanowania rzymskiego przyczółka mostowego, którego załogą dowodził legat Kwintus Tyturiusz. Opanowanie przyczółka i spalenie mostu odcięłoby Rzymian od dostaw żywności. W razie zaś niepowodzenia zamierzali ponownie spustoszyć wsie Remów, mające duże znaczenie podczas działań bojowych, gdyż to właśnie one głównie zaopatrywały Rzymian w żywność. 
Cezar powiadomiony przez Tyturiusza o przeprawianiu się Galów przez rzekę nakazał całej jeździe, lekkozbrojnym Numidiom, procarzom oraz łucznikom przejść mostem na drugą stronę i natychmiast uderzyć na wroga. Uderzywszy na Galów będących jeszcze w nurtach rzeki powstrzymali ich zadając im poważne straty. Jazda okrążyła tych, którzy zdołali wyjść na brzeg i zabiła wszystkich. Gdy Galowie zrozumieli, że przeprawa przez rzekę jest niemożliwa, a rzymska piechota nie da się sprowokować do bitwy w niekorzystnym terenie, zwołali wiec i postanowili się rozejść, gdyż zaczynało też brakować im żywności. Każde plemię miało się bronić na swym terytorium, a pozostałe miały przyjść napadniętym z pomocą. Dodatkowym czynnikiem skłaniającym Galów do takiej decyzji była też chęć walki na własnym terytorium. Ostatecznie na wieść, że Dywicjak z plemienia Eduów, zaufany Juliusza Cezara prowadzi wojska do kraju Bellowaków z zamiarem dywersji, Belgowie rozpuścili swą armię do domów.
Ich wymarsz z obozu odbywał się wśród zgiełku i zamieszania z uwagi na to, że każde plemię obawiając się ataku Rzymian chciało jak najszybciej opuścić obóz. Cezar w obawie przed zasadzką nie wydał rozkazu ataku. Jednak rankiem, kiedy zwiadowcy potwierdzili, że Belgowie opuścili obóz rozkazał swej jeździe ruszyć w pościg za przeciwnikiem. Na czele oddziałów jazdy postawił legatów Kwintusa Pediusza oraz Lucjusza Aurunkulejusza Kottę, natomiast legatowi Tytusowi Labienusowi rozkazał ruszyć ich śladem z trzema legionami. Uderzyli oni na tylne oddziały Belgów i podczas pościgu, na przestrzeni kilku tysięcy kroków zabili dużą liczbę uciekających, gdyż awangarda Belgów pewna, że straż tylna osłania odwrót nie zachowała ostrożności i uległa ścigającym jeźdźcom rzymskim. Wykorzystując swą przewagę strategiczną Cezar ruszył do kraju Suessjonów i obległ ich główne miasto Noviodunum (w pobliżu dzisiejszego Soissons) zmuszając do kapitulacji.